# Мухаммад аль-Муктафі
Мухаммад аль-Муктафі або аль-Муктафі II (*1096 — 12 березня 1160) — 31-й володар Багдадського халіфату в 1136—1160 роках. Тронне ім'я з арабської мови перекладається «Однією сутністю з Богом». Повне ім'я — Абу Абдуллах Мухаммад ібн Ахмад аль-Мустазхір аль-Муктафі лі-амрі-ллах.

## Життєпис
Походив з династії Аббасидів. Молодший син халіфа аль-Мустазхіра. народився у 1096 році в Багдаді, отримавши ім'я Мухаммад. Про якусь діяльність до сходження на трон нічого невідомо. Ймовірно за спокійний характер та не втручання у державні справи Мухаммада обрав Масуд, правитель Іракського султанату, після повалення у 1136 році халіфа ар-Рашида II. Мухаммад прийняв ім'я аль-Муктафі.
До самої смерті султана Масуда у 1152 році халіф намагався зберігати з ним приязні стосунки, не сперечався з ним і навіть одружився з сестрою Масуда. Водночас багато зробив для відновлення Багдада після війни 1135 року, дбав про наповнення скарбниці, провівши земельну реформу (впроваджено систему ікта). Багато було зроблено для підвищення боєздатності війська, до якого увійшли араби й курди. Халіф виявив релігійну терпимість, 1139 року видав наказ про захист Ассирійської християнської церкви.
Також намагався посилитися завдяки союзу зі впливовими сирійськими атабеками Зангідами. У 1146 році під час початку Другого хрестового походу аль-Муктафі надав 20 тис. вояків Нур ад-Діну, еміру Халеба. Згодом до закінчення походу християн у 1149 році всіляко допомагав Зангідам.
Разом із тим у 1152 році скористався боротьбою між спадкоємцями іракського султана Масуда — Малік-шахом III та Мухаммадом II, що точилася в Персії, халіф змусив сельджуцьку залогу залишити Багдад, захопив центральну та південну Месопотамію від Тікрита до Басри, ставши першим за 200 років халіфом, що здобув реальну владу на ці території. При цьому аль-Муктафі відмовився надавати допомогу комусь із суперників-Сельджуків. Ці дії зрештою викликали невдоволення останніх. У 1154 році Мухаммад II спробував захопити Багдад, втім марно.
У 1157 році переможець Мухаммад II в союзі з Кутб-ад-Діном Маудуді Зангідом, еміром Мосула (суперником Нур ад-Діна), взяли в облогу Багдад, але той вистояв. Повстання на сході держави на чолі із сулейман-шахом (союзником халіфа) змусили Мухаммада II відступити, за ним відійшов емір Мосула. У 1159 році домігся від нового сельджуцького султана сулейман-шаха визнання незалежності Багдадського халіфату.
У 1160 році аль-Муктафі помер. Йому спадкував син Юсуф.